# MJ ENTERTAINMENT
韩国MJ娱乐有限公司（韓語：MJ엔터테인먼트）是韩国艺人企划、唱片制作、影视制作和经纪公司。
韩国MJ娱乐有限公司由金秀英于2009年创办，公司重點是艺人培训、艺人经纪、音乐专辑制作等娛樂管理業務，在日本、台湾、香港均设有公司办事处，2014年与香港E.A.V.ENTERTAINMENT东亚魏氏娱乐建立合作关系。